# Sofie Oyen
Sofie Oyen (* 4. Februar 1992) ist eine ehemalige belgische Tennisspielerin.

## Karriere
Oyen spielt überwiegend Turniere des ITF Women’s Circuit, auf denen sie bislang je drei Titel im Einzel und im Doppel gewann.
Seit 2009 hat sie zwei Partien für die belgische Fed-Cup-Mannschaft bestritten, die sie beide verloren hat.
Ihr bislang letztes internationale Turnier spielte Oyen im April 2016. Sie wird daher nicht mehr in der Weltrangliste geführt.

## Turniersiege

### Einzel
| Nr. | Datum          | Turnier    | Kategorie   | Belag             | Finalgegnerin     | Ergebnis       |
| --- | -------------- | ---------- | ----------- | ----------------- | ----------------- | -------------- |
| 1.  | 8. August 2010 | Rebecq     | ITF $10.000 | Sand              | Annalisa Bona     | 4:6, 7:65, 6:2 |
| 2.  | 1. März 2015   | Mâcon      | ITF $10.000 | Hartplatz (Halle) | Céline Ghesquière | 2:6, 6:3, 7:65 |
| 3.  | 19. Juli 2015  | Nieuwpoort | ITF $10.000 | Sand              | Greetje Minnen    | 6:2, 6:1       |

### Doppel
| Nr. | Datum             | Turnier | Kategorie   | Belag | Partnerin         | Finalgegnerinnen               | Ergebnis          |
| --- | ----------------- | ------- | ----------- | ----- | ----------------- | ------------------------------ | ----------------- |
| 1.  | 8. August 2008    | Rebecq  | ITF $10.000 | Sand  | Aleksandra Grela  | Emilie Bacquet Marcella Koek   | 6:3, 6:2          |
| 2.  | 31. Juli 2010     | Bree    | ITF $10.000 | Sand  | Demi Schuurs      | Marcella Koek Marina Melnikowa | 6:0, 6:1          |
| 3.  | 6. September 2014 | Bol     | ITF $10.000 | Sand  | Justine De Sutter | Anna Klasen Charlotte Klasen   | 3:6, 7:64, [10:7] |